# Julie Nowak
Julie Nowak (Herlev, 3 settembre 1995) è una calciatrice danese, difensore del Copenaghen.

## Carriera

### Club
Nowak inizia l'attività nell'Herlev IF, club dell'omonima area suburbana di Copenaghen, giocando nelle sue squadre giovanili miste.
In seguito si trasferisce al BSF di Ballerup rimanendovi fino al 2018, sposando quella stessa estate il progetto del Farum BK, società istituita solo un anno prima.
Alla prima stagione con la nuova maglia condivide con le compagne la conquista del primo posto in 1. division, secondo livello del campionato nazionale di categoria, rimanendo anche la stagione successiva dopo il cambio di denominazione del club di Farum in Nordsjælland.
Oltre alla prima stagione in Elitedivisionen, dove la sua squadra ottiene un ottimo risultato chiudendo al terzo posto sia la prima fase che la poule scudetto, Nowak e compagne ottengono il loro primo trofeo, la Coppa di Danimarca, battendo in finale le avversarie del Thy-Thisted Q con il risultato di 1-0.
Nel giugno 2020 si trasferisce al HB Køge.
Il 22 luglio 2022, Nowak viene ingaggiata a titolo definitivo dal Sassuolo, in Serie A. Nell'agosto del 2023, durante la preparazione per la stagione 2023-2024, subisce la rottura del legamento crociato anteriore del ginocchio, che la costringe a saltare l'intera annata.
L'11 luglio 2024, Nowak viene ingaggiata a titolo definitivo dal Copenaghen.

## Statistiche

### Presenze e reti nei club
Statistiche aggiornate al 27 maggio 2023.
| Stagione        | Squadra         | Campionato      | Campionato | Campionato | Coppe nazionali | Coppe nazionali | Coppe nazionali | Coppe internazionali | Coppe internazionali | Coppe internazionali | Altre coppe | Altre coppe | Altre coppe | Totale | Totale |
| Stagione        | Squadra         | Comp            | Pres       | Reti       | Comp            | Pres            | Reti            | Comp                 | Pres                 | Reti                 | Comp        | Pres        | Reti        | Pres   | Reti   |
| --------------- | --------------- | --------------- | ---------- | ---------- | --------------- | --------------- | --------------- | -------------------- | -------------------- | -------------------- | ----------- | ----------- | ----------- | ------ | ------ |
| 2019-2020       | HB Køge         | ED              | ?          | ?          | CF              | 5               | 0               |                      | -                    | -                    |             | -           | -           | 5+     | 0+     |
| 2020-2021       | HB Køge         | ED              | 22         | 0          | CF              | -               | -               |                      | -                    | -                    |             | -           | -           | 22     | 0      |
| 2021-2022       | HB Køge         | ED              | 10         | 0          | CF              | -               | -               | UWCL                 | 2                    | 0                    |             | -           | -           | 12     | 0      |
| Totale HB Køge  | Totale HB Køge  | Totale HB Køge  | 32         | 0          |                 | 5               | 0               |                      | 2                    | 0                    |             | -           | -           | 39+    | 0+     |
| 2022-2023       | Sassuolo        | A               | 13         | 0          | CI              | 1               | 0               |                      | -                    | -                    |             | -           | -           | 14     | 0      |
| Totale carriera | Totale carriera | Totale carriera | 45         | 0          |                 | 6               | 0               |                      | 2                    | 0                    |             | -           | -           | 53+    | 0+     |

## Palmarès

### Club
- Campionato danese: 2

HB Køge: 2020-2021, 2021-2022
- Campionato danese femminile di seconda divisione: 1

Nordsjælland: 2018-2019
- Coppa di Danimarca: 1

Nordsjælland: 2019-2020